# Xya albigenata
Xya albigenata är en insektsart som beskrevs av Günther, K.K. 1995. Xya albigenata ingår i släktet Xya och familjen Tridactylidae. Inga underarter finns listade i Catalogue of Life.